# Twardzioszek obrożowy

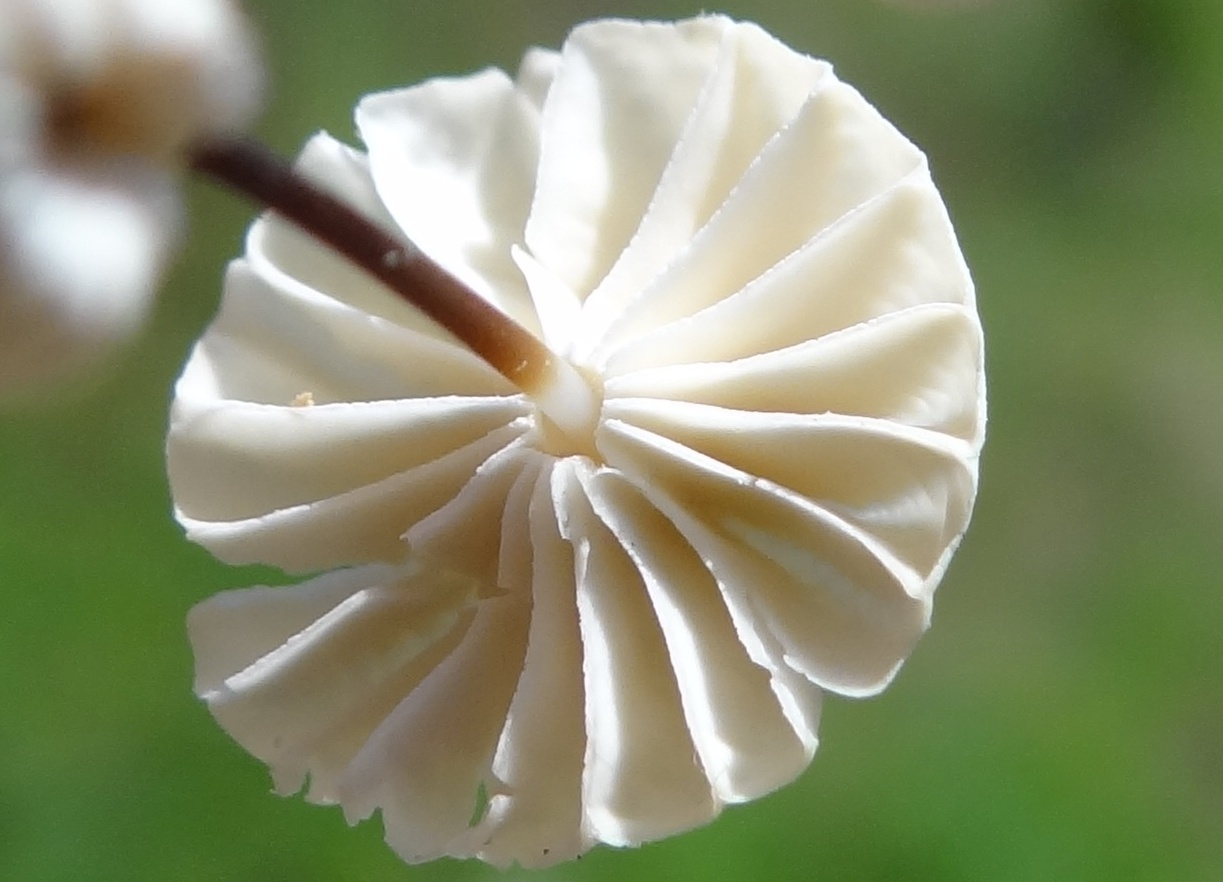

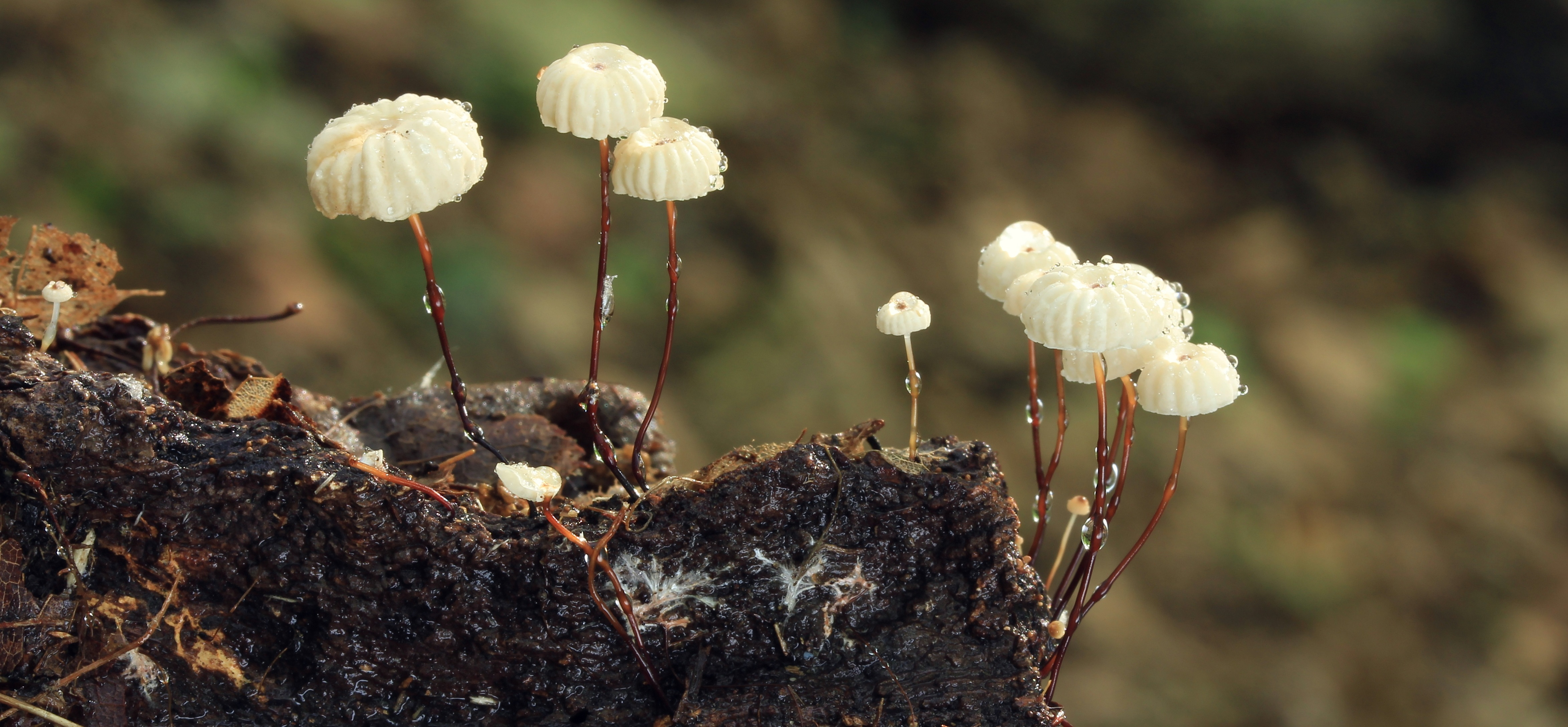

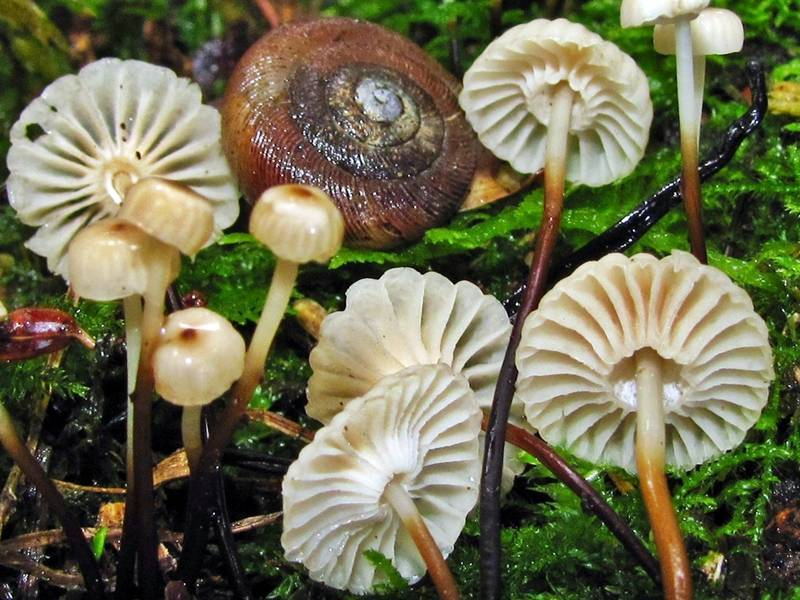

Twardzioszek obrożowy (Marasmius rotula (Scop.) Fr.) – gatunek grzybów należący do rodziny twardzioszkowatych (Marasmiaceae). Gatunek typowy rodzaju Marasmius.

## Systematyka i nazewnictwo
Pozycja w klasyfikacji według Index Fungorum: Marasmius, Marasmiaceae, Agaricales, Agaricomycetidae, Agaricomycetes, Agaricomycotina, Basidiomycota, Fungi.
Po raz pierwszy takson ten zdiagnozował w 1772 r. Giovanni Antonio Scopoli, nadając mu nazwę Agaricus rotula. Obecną, uznaną przez Index Fungorum nazwę nadał mu w 1838 r. Elias Fries, przenosząc go do rodzaju Marasmius.
Niektóre synonimy naukowe:

- Agaricus rotula Scop. 1772
- Agaricus rotula var. rotula Scop. 1772
- Androsaceus rotula (Scop.) Pat. 1887
- Chamaeceras rotula (Scop.) Kuntze 1898
- Merulius collariatus With. 1796
- Micromphale collariatum (With.) Gray 1821

Nazwę polską zaproponował Władysław Wojewoda w 2003 r. W polskim piśmiennictwie mykologicznym gatunek ten opisywany był też jako twardzioszek okrągły, i bedłka szpilkowa.

## Morfologia
Kapelusz
Średnica 6–15 mm, kształt półkulisty i głęboko karbowany, wskutek czego podobny jest do foremki do ciasta. Powierzchnia naga o barwie białawej, na środku z ochrowobrązowym wgłębieniem
Blaszki
Białawe, mają regularną tramę, są bardzo szeroko rozstawione. Przy trzonie zrastają się tworząc wokół niego kołnierzyk.
Trzon
Lśniący, nitkowaty o czerwonobrązowej barwie (przy kapeluszu jaśniejszy, przy podstawie czarniawy).
Miąższ
Bardzo cienki, bez zapachu i smaku.
Gatunki podobne
Jest wiele podobnych, drobnych gatunków twardzioszków żyjących na liściach i resztkach drzewnych. Twardzioszka obrożowego dość łatwo można rozpoznać po charakterystycznym kołnierzyku (“obroży”) jaką tworzą jego blaszki wokół trzonu. Podobne są:
- twardzioszek liściolubny (Marasmius epiphyllus). Wyrasta na liściach i ma kapelusz mlecznobiały, bardziej rozpostarty. Starsze kapelusze są pomarszczone. Łatwo odróżnić go po blaszkach, które są bardzo wąskie, niemal żyłkowate[7]
- twardzioszek osikowy (Marasmius tremulae). Bardzo drobny, wyrasta na liściach osiki. Ma inne cechy mikroskopowe (m.in. podstawki dwuzarodnikowe a zarodniki walcowate)[7]
- twardzioszek nalistny (Marasmius bulliardii). Ma barwę beżową lub ochrową, kapelusz półkolisty[7].
- twardzioszek bukowy (Marasmius setaceus). Rośnie na liściach, jest mniejszy, kapelusz w środku ma często żółtawy i różni się cechami mikroskopowymi[8].

## Występowanie i siedlisko
Jest szeroko rozprzestrzeniony w Europie i Ameryce Północnej. Znane są także jego stanowiska w Ameryce Południowej, Środkowej i w Korei. W Europie Środkowej bardzo pospolity. W Polsce również bardzo pospolity.
Saprotrof. Występuje na liściach i gałązkach drzew liściastych, czasami również na szczątkach roślinnych częściowo zagrzebanych. Owocniki wytwarza od maja do października, w kępkach lub gromadnie.